# Ручковский сельский совет
Ручковский сельский совет (укр. Ручківська сільська рада) — входит в состав
Гадячского района
Полтавской области
Украины.
Административный центр сельского совета находится в 
с. Ручки.

## История
- 1918 — дата образования.

## Населённые пункты совета
- с. Ручки